# N.W.A. and the Posse
N.W.A. and the Posse jest to pierwszy album rapowej grupy N.W.A wydany w 1987 roku. 
Reprezentuje on gangsta rap. Utwory z tej płyty zdobyły w środowisku hip-hop'owym ogromne uznanie. Album zdobył status złotej płyty. Członkami grupy byli na nim jeszcze The D.O.C. i Arabian Prince, którzy odeszli po jej nagraniu. Na płycie oprócz rapu można również usłyszeć electro hop.

## Lista utworów
1. "Boyz-N-Tha-Hood" – 5:37
2. "8 Ball" – 4:00
3. "Dunk Tha Funk" – 5:01
4. "Scream" – 3:18
5. "Drink It Up" – 4:45
6. "Panic Zone" – 3:33
7. "L.A. Iz Tha Place" – 4:31
8. "Dope Man" – 6:16
9. "Tuffest Man Alive" – 2:16
10. "Fat Girl" – 2:45
11. "3 Tha Hard Way" – 4:10